# Esztergom díszpolgárainak listája
Az alábbi lista Esztergom díszpolgárainak listáját tartalmazza. A díszpolgári címet rendszerint március 15-én vagy október 23-án adományozzák.
| Név | Dátum                | Megjegyzés |
| --- | -------------------- | --- |
| Simon Tibor tanár, a város utolsó tanácselnöke                                                                       | 2025. augusztus 20.  | Esztergom kulturális- és közéletében több évtizeden át végzett kimagasló tevékenysége és a Suzuki gyár Esztergomba telepítésében való meghatározó szerepe elismeréseként                                                              |
| Balla András fotóművész                                                                                              | 2024. április 18.    | |
| Dr. Bense Tamás, főorvos, általános orvos, csecsemő- és gyermekgyógyász szakorvos                                    | 2023. augusztus 20.  | |
| Mindszenty József, esztergom érsek, bíboros                                                                          | 2019. május 4.       | posztumusz |
| dr. Wolf Brzoska, az Ehingen-Esztergom Baráti Társaság alapító tagja                                                 | 2017. október 23.    | |
| Gadányi Jenő, festőművész                                                                                            | 2016. október 23.    | Posztumusz |
| Prokopp Mária, művészettörténész, egyetemi tanár                                                                     | 2016. március 15.    | |
| Kaposi Endre, képzőművész, festő, művészeti író                                                                      | 2015. május 29.      | |
| Csoóri Sándor, költő, esszéíró, prózaíró                                                                             | 2015. március 15.    | |
| Pézsa Tibor, olimpiai bajnok és világbajnok vívó                                                                     | 2014 december        | |
| Kökény Roland, olimpiai bajnok kajakozó, az Esztergomi KKSE versenyzője                                              | 2012. október 23.    | |
| dr. Kolumbán György                                                                                                  | 2011. március 15.    | |
| prof. dr. Pénzes István, orvos                                                                                       | 2009. október 23.    | |
| Rubik Ernő, építész, tervező, feltaláló                                                                              | 2009. március 15.    | |
| Paskai László, nyugalmazott esztergom-budapesti érsek                                                                | 2008. október 23.    | |
| Hernádi Zsolt, a MOL elnök-vezérigazgatója                                                                           | 2007. október 23.    | |
| dr Erdő Péter, esztergom-budapesti érsek                                                                             | 2006. október 23.    | A Szent Adalber Központ felújításáért |
| Orbán Viktor, politikus                                                                                              | 2006. március 15.    | A Mária Valéria híd újjáépítésében vállalt szerepéért |
| Mgr. Ján Oravec, Párkány polgármestere                                                                               | 2005. október 23.    | |
| Suzuki Osamu, a Suzuki Motor Corporation elnöke                                                                      | 2005. március 15.    | átadva: 2005. április 26. |
| dr. Kiss-Rigó László, püspök                                                                                         | 2004. március 15.    | |
| Kottra Dezső, agrármérnök                                                                                            | 2004. március 15.    | Posztumusz |
| Török József, nyugalmazott testnevelő tanár                                                                          | 2003. március 15.    | |
| Szendrey-Karper László, gitárművész                                                                                  | 2003. március 15.    | Az Esztergomi Nemzetközi Gitárfesztivál megalapítója |
| Ágai Karola, opera-énekesnő                                                                                          | 2003. március 15.    | Esztergomi Szendrey-Karper László Nemzetközi Gitárfesztivál kuratóriumának örökös elnöke |
| Reima T. A. Luoto, az Espoo-i Magyar Társaság elnöke                                                                 | 2000. augusztus 15.  | |
| Besey László, nyugalmazott gyémántdiplomás középiskolai tanár                                                        | 2000. március 15.    | |
| Homor Kálmán, kultúrmérnök, építészmérnök                                                                            | 1999. március 15.    | |
| dr. Szállási Árpád, orvos, szak- és közíró                                                                           | 1998. március 15.    | |
| dr. Dékány Vilmos, esztergom-budapesti segédpüspök, általános helynök                                                | 1998. március 15.    | |
| dr. Leel-Őssy Lóránt, ideg- és elmegyógyász főorvos, c. egyetemi tanár, az Esztergomi Balassa Bálint Társaság elnöke | 1994. október 23.    | |
| dr. Horváth Csaba, közgazdász, vállalkozó                                                                            | 1994. október 23.    | |
| Szalay Ferenc, tanár                                                                                                 | 1993. október 23.    | |
| dr. Csernohorszky Vilmos, orvos, szak- és közíró, a Neuburg-Donau-i kórház osztályvezető főorvosa                    | 1993. október 23.    | |
| Belánszky László, számviteli vezető, a MÁV nyugalmazott tanácsosa                                                    | 1993. október 23.    | |
| dr. Bády István, Esztergom polgármestere, jogász                                                                     | 1993. március 15.    | |
| Végvári I. János, festőművész                                                                                        | 1987. szeptember 28. | |
| Dr. Horváth István                                                                                                   | 1985. március 28.    | a Balassa Bálint Múzeum igazgatója |
| Hegedüs Raymund, tanszékvezető tanár                                                                                 | 1985. március 28.    | oktatói, helytörténeti, kutatói és közéleti munkája |
| Dr. Gyarmati Lajos, tanszékvezető tanár                                                                              | 1985. március 28.    | kiemelkedő oktatói, tudományos, kutatói és publikációs munkája |
| Vörös Béla, szobrászművész                                                                                           | 1975. március 21.    | |
| Sipeki Gyula nyugdíjas szállítási osztályhelyettes                                                                   | 1975. március 21.    | politikai, társadalmi és közéleti munkájáért |
| Garay Tibor, nyugdíjas személyzeti előadó                                                                            | 1975. március 21.    | politikai, társadalmi és gazdasági tevékenységéért |
| Fülöp József, géplakatos                                                                                             | 1973. augusztus 18.  | |
| Kollányi Ágoston, Kossuth-díjas filmrendező                                                                          | 1973. augusztus 18.  | |
| Martsa Alajos, könyvtár igazgató                                                                                     | 1973. augusztus 18.  | |
| Fjodor Vaszilijevics Jevdokimov, a Szovjetunió Vörös Hadserege zászlósa                                              | 1973. augusztus 18.  | Esztergom felszabadítása során tanúsított kiemelkedő harci tevékenységéért. |
| Szokob János, az esztergomi direktórium volt elnöke                                                                  | 1973. augusztus 18.  | |
| Serédi Jusztinián | 1941                 | [ 8 ] |
| Gömbös Gyula | 1934. december 21.   | [ 9 ] [ 10 ] |
| Serédi Jusztinián, esztergomi érsek                                                                                  | 1934                 | [ 11 ] |
| Gróf Bethlen István, miniszterelnök                                                                                  | 1926. június 25.     | |
| gróf Klebelsberg Kunó, vallás- és közoktatásügyi miniszter                                                           | 1926. június 25.     | |
| Vass József, miniszter                                                                                               | 1926. június 25.     | |
| Bud János, miniszter                                                                                                 | 1926. június 25.     | |
| Csernoch János | 1914                 | [ 12 ] |
| Apponyi Albert, Kossuth Ferenc, dr. Wekerle Sándor és gr. Andrássy Gyula                                             | 1906                 | [ 13 ] [ 14 ] [ 15 ] |
| Jókai Mór | 1894?                | [ 16 ] |
| Vaszary Kolos, esztergomi érsek                                                                                      | 1892. október 28.    | |
| Palkovics Károly, Esztergom polgármestere, megyei főjegyző                                                           | 1861. január 5.      | [ 17 ] |
| Kossuth Lajos, Klapka György, Teleki László, dr. Szmolka Ferenc                                                      | 1861                 | Esztergom város közgyűlése Besze János javaslatára, Kossuth Lajost és Klapka Györgyöt bizottsági tagoknak, díszpolgároknak választotta, de a dorgáló hangú leirat tiltására január 22-én őket törölni kellett a díszpolgárok sorából. |

## Szentgyörgymeződíszpolgárai
| Név                                                                                    | Dátum | Megjegyzés    |
| -------------------------------------------------------------------------------------- | ----- | ------------- |
| Oltósy Pál, százados, a magyar meggyfa-termesztés megteremtője, a szipkagyár alapítója | 1893  | [ 21 ] [ 22 ] |